# Daniela Gwiazdowska
Daniela Gwiazdowska – polska biochemik, biotechnolog i mikrobiolog, dr hab. nauk ekonomicznych, profesor Instytutu Nauk o Jakości Uniwersytetu Ekonomicznego w Poznaniu.

## Życiorys
W 1998 ukończyła studia w zakresie nauk przyrodniczych w  Akademii Rolniczej im. Augusta Cieszkowskiego w Poznaniu, natomiast 30 października 2003 obroniła pracę doktorską, 17 października 2014 habilitowała się na podstawie pracy zatytułowanej Poprawa Jakości i bezpieczeństwa zdrowotnego żywności i pasz poprzez mikrobiologiczną eliminację mikotoksyn fuzaryjnych. Objęła funkcję adiunkta Katedry Biochemii i Mikrobiologii na Wydziale Towaroznawstwa Uniwersytetu Ekonomicznego w Poznaniu, oraz starszego wykładowcy w Katedrze Przyrodniczych Podstaw Jakości Wydziału Towaroznawstwa Uniwersytetu Ekonomicznego w Poznaniu.
Piastuje stanowisko profesora uczelni w Instytucie Nauk o Jakości na Uniwersytecie Ekonomicznym w Poznaniu.